# بمباران روتردام
بمباران روتردام یک بمباران استراتژیک بود که در جنگ جهانی دوم در تاریخ ۱۴ مه ۱۹۴۰ توسط نیروی هوایی آلمان در هلند انجام شد، هدف از این حمله حمایت از سربازان آلمانی و تسلیم ساختن هلند در برابر آن‌ها بود. حتی مذاکره در این باره موفق بود، ولی با شکست تعهد از طرف آلمان روبرو شد.

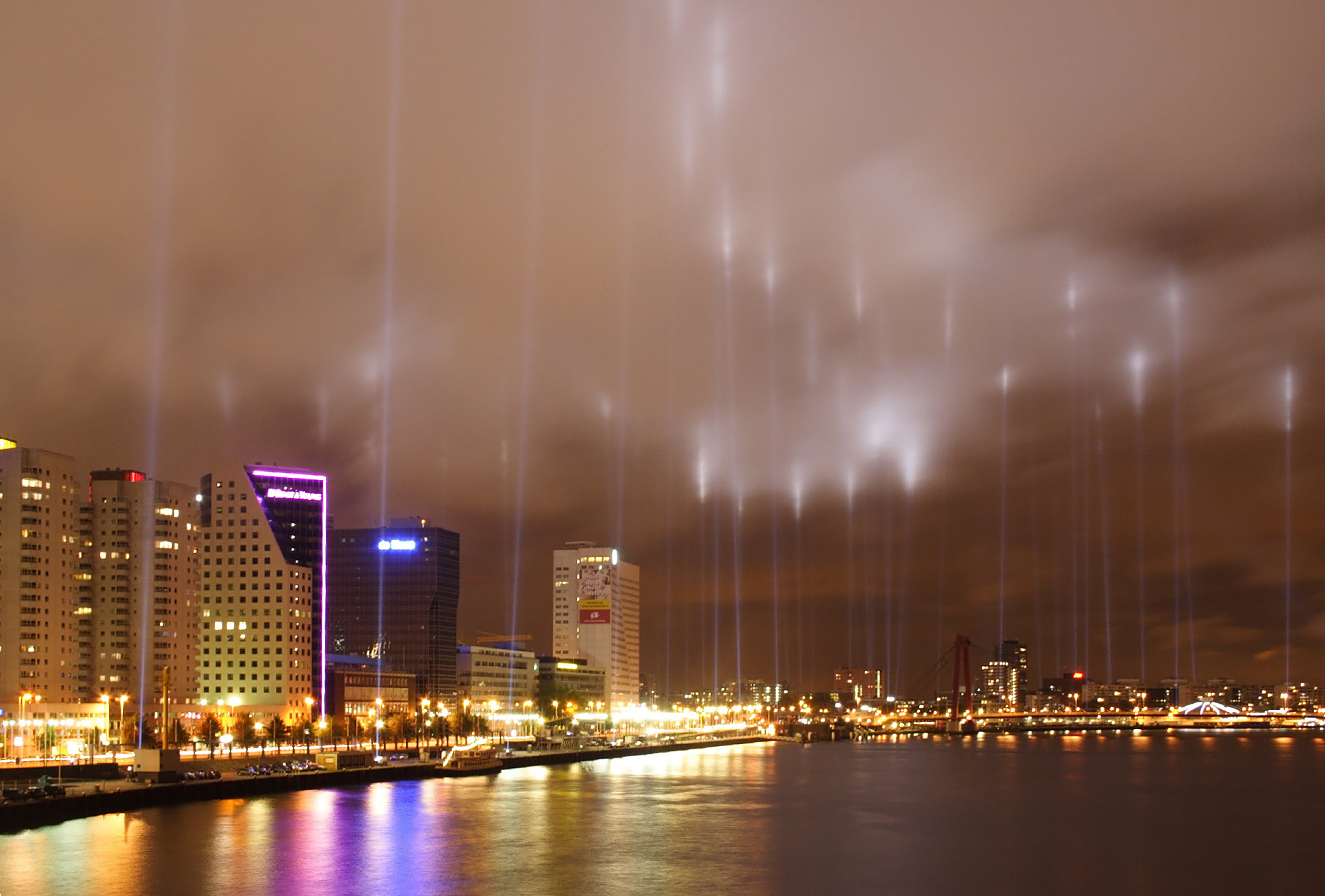
نورافشانی شهر روتردام در شب، به یادبود سال‌روز بمباران روتردام در سال ۱۹۴۰ میلادی.